# The Mandela Catalogue
 (mars 2024).
La mise en forme du texte ne suit pas les recommandations de Wikipédia : il faut le « wikifier ».
Les points d'amélioration suivants sont les cas les plus fréquents. Le détail des points à revoir est peut-être précisé sur la page de discussion.
- Les titres sont pré-formatés par le logiciel. Ils ne sont ni en capitales, ni en gras.
- Le texte ne doit pas être écrit en capitales (les noms de famille non plus), ni en gras, ni en italique, ni en « petit »…
- Le gras n'est utilisé que pour surligner le titre de l'article dans l'introduction, une seule fois.
- L'italique est rarement utilisé : mots en langue étrangère, titres d'œuvres, noms de bateaux, etc.
- Les citations ne sont pas en italique mais en corps de texte normal. Elles sont entourées par des guillemets français : « et ».
- Les listes à puces sont à éviter, des paragraphes rédigés étant largement préférés. Les tableaux sont à réserver à la présentation de données structurées (résultats, etc.).
- Les appels de note de bas de page (petits chiffres en exposant, introduits par l'outil «  Source ») sont à placer entre la fin de phrase et le point final[comme ça].
- Les liens internes (vers d'autres articles de Wikipédia) sont à choisir avec parcimonie. Créez des liens vers des articles approfondissant le sujet. Les termes génériques sans rapport avec le sujet sont à éviter, ainsi que les répétitions de liens vers un même terme.
- Les liens externes sont à placer uniquement dans une section « Liens externes », à la fin de l'article. Ces liens sont à choisir avec parcimonie suivant les règles définies. Si un lien sert de source à l'article, son insertion dans le texte est à faire par les notes de bas de page.
- La présentation des références doit suivre les conventions bibliographiques. Il est recommandé d'utiliser les modèles {{Ouvrage}}, {{Chapitre}}, {{Article}}, {{Lien web}} et/ou {{Bibliographie}}. Le mode d'édition visuel peut mettre en forme automatiquement les références.
- Insérer une infobox (cadre d'informations à droite) n'est pas obligatoire pour parachever la mise en page.

Pour une aide détaillée, merci de consulter Aide:Wikification.
Si vous pensez que ces points ont été résolus, vous pouvez retirer ce bandeau et améliorer la mise en forme d'un autre article.
The Mandela Catalogue est une web-série d'horreur analogique créée par le YouTubeur américain Alex Kister en 2021. L'histoire se déroule dans un comté fictif du Wisconsin, le comté de Mandela, qui est envahi par des «alternés», des êtres d'un autre monde qui utilisent diverses formes de torture psychologique sur leurs victimes dans le but ultime d'assumer leur identité de «doppelgänger». La série a commencé à se faire connaitre grâce aux internautes faisant des vidéos réactions sur les épisodes.
Mandela Catalogue est composé de 8 courts métrages et 4 volumes répartis en deux «actes», dont le premier court-métrage est sorti le 9 juin 2021. Les épisodes sont généralement présentés sous forme de found footage, ou du point de vue de personnages de l'univers et/ou de leurs appareils électroniques. Presque tous les versements de la série sont dans une esthétique VHS ayant sûrement appartenu dans le passé à la police ou étant diffusé à la télévision, d'autre sont surtout du point de vue des personnages.

## Synopsis
Se déroulant surtout au début des années 1990 et à la fin des années 2000, le Mandela Catalogue se passe dans le comté fictif de Mandela, situé dans le Wisconsin, terrorisé par la présence d'«alternés», des êtres qui souhaitent éradiquer l'humanité en obligeant leurs victimes à se suicider par torture psychologique. Leurs principales méthodes pour y parvenir sont de les influencer mentalement jusqu'au suicide (par exemple en tuant l'enfant de leur victime) ou de manipuler les médias audiovisuels, tels que les téléviseurs, les ordinateurs personnels, les systèmes GPS,, ou encore les miroirs. Les alternés sont présentés comme étant extrêmement difficiles voire impossibles à éliminer du fait qu'il peuvent imiter le corps et la voix de leurs précédentes victimes, à l'instar d'un doppelgänger.
D'autres détails de l'intrigue incluent l'archange Gabriel, le chef présumé des alternés, et le "trouble de la conscience métaphysique" ("Metaphysical Awareness Disorder", ou M.A.D.), qui est un trouble dans l'univers causé par les alternés informant leurs victimes de "informations qui n'ont pas souhaitées connaître" ; le M.A.D. ayant poussé 97% de ses victimes au suicide.
La série contient de nombreuses allusions bibliques, notamment l'Arche de Noé, Adam et Ève, Marie et Joseph et la naissance de Jésus. Il est fortement sous-entendu que les alternés sont en réalité des antéchrists et que Gabriel serait Satan se faisant passer pour Gabriel pour exterminer l'humanité..

## Développement et production
Mandela Catalogue a été créé par Alex Kister, ayant une chaîne du même nom sur YouTube où le Catalogue Mandela est diffusé. Ayant alors dix-sept ans et étudiant à Richfield dans le Wisconsin, il commence à mettre en ligne une série de courtes vidéos qu'il a commencé à créer en 2021, alors qu'il étudiait à l'université. The Mandela Catalogue est le premier projet cinématographique de Kister. Kister a initialement créé Overthrone, le premier épisode de Mandela Catalogue, comme une vidéo unique inspiré d'un projet d'écriture de son lycée et prévoyait de réaliser une série dans laquelle il éditait des dessins animés pour enfants pour qu'ils deviennent effrayants,. Cependant, en raison de la popularité de la vidéo, Kister a décidé de continuer à réaliser des vidéos en suivant l'univers de overthrone. Le nom de la série vient de l'effet Mandela, ce qui explique la présence d'autres dimensions dans la série.
Kister avait très peu de budget et utilisait un montage très simple: les scènes sont tournées chez lui et les personnages sont joués par ses amis à travers des images fixes et des voix off ou sinon par des images trouvées sur Internet : la mère d'Alex Kister elle-même a joué dans la série. Dans une interview avec GQ, Kister a déclaré qu'il souhaitait développer sa série à partir de "jumpscares qui [...] provoquent une réaction physiologique plutôt qu'une réaction psychologique".
Kister a expliqué que la série était à l'origine une solution créative à la crise existentielle qu'il traversait à cette époque, en particulier par rapport à la religion et au christianisme,,,. La série a également été inspirée par l'isolement et la perte de sécurité que Kister a connu à la suite de la pandémie de COVID-19.
Dans l'octobre 2022, Alex Kister a œuvré avec Makeship pour sortir des produits dérivés de Mandela Catalogue tel que des peluches. En mars 2024, Kister annonce également avec travaillé avec le site Retro Release Video afin de publier une partie de la série sur VHS ; cependant, cette collaboration fut annulée peu de temps après son annonce à cause d'allégations de grooming et autres comportements déplacés portées envers Alex Kister. Ces allégations ont également provoqué le départ de plusieurs acteurs, comme Ty Osbourne, qui ont annoncé ne plus travailler sur la série.

## Épisodes

### Acte 1 (2021-2022)
| № | Titre                                          | Durée | Première diffusion |
| --- | ---------------------------------------------- | ----- | ------------------ |
| 1 | overthrone                                     | 4:01  | 9 juin 2021        |
| L'épisode consiste en une version corrompue d'un dessin animé sur la Bible nommé The Beginner's Bible. Celui-ci dépeint une version alternative de la Nativité, où Satan, prétendant être l'archange Gabriel, arrive à tromper les hommes lors de l'annonce aux bergers, se déclarant être "leur vrai sauveur". L'épisode se termine avec le monologue d'une personne affirmant être "enchaînée dans un tombeau de sable", qui implore Dieu de l'aider. |                                                |       |                    |
| 2 | The Mandela Catalogue Vol.1                    | 15:09 | 9 août 2021        |
| L'épisode regroupe quatre cassettes vidéo concernant l'invasion des alternés. La première est une annonce télévisuelle qui informe les spectateurs des manières d'identifier et de combattre les alternés. La seconde regroupe les résultats d'une enquête de police sur la mort d'un étudiant de 17 ans, Mark Heathcliff, aux mains d'un alterné. La troisième est une cassette d'instruction des opérateurs du 911 sur la procédure à suivre en cas d'appel concernant un alterné : il est conseillé aux opérateurs de ne pas aider les personnes appelant le 911 en cas de rencontre avec un alterné. La dernière cassette est une collection de stimuli visuels et auditifs étranges, auxquels les parents doivent mesurer la réaction de leurs enfants. |                                                |       |                    |
| 2 | The Mandela Catalogue Vol.1 [RESTORED EDITION] | 17:09 | 4 avril 2023       |
| Un remake de l'épisode ci-dessus, publié à l'occasion de la sortie de l'acte 2 de la série. |                                                |       |                    |
| 3 | intruder alert                                 | 5:47  | 18 août 2021       |
| L'épisode débute par une annonce télévisuelle concernant les dangers potentiels de laisser des enfants devant la télévision, à cause du contenu néfaste d'autres chaînes. Un exemple de cette situation est alors montré : une femme entend son bébé pleurer devant la télévision, rentre dans la pièce et ne trouve pas son enfant ; celle-ci s'approche de l'écran de télévision, aperçoit un étrange visage, puis se pend. La vidéo se conclut par une alerte concernant le visage aperçu plus tôt, la police ayant écarté la possibilité qu'il s'agisse d'un alterné. |                                                |       |                    |
| 4 | metaphysical awareness disorder                | 1:53  | 30 septembre 2021  |
| L'épisode consiste en une vidéo décrivant le trouble de la conscience métaphysique, dont il est expliqué que celui-ci se diffuse rapidement dans la population. Le M.A.D. est décrit comme étant une maladie verbale transmise par les alternés, lorsque ceux-ci transmettent à une personne des informations qu'elle ne souhaite pas savoir ; ces informations poussent les personnes souffrant du M.A.D. à la folie, puis au suicide. Il est conseillé au spectateur d'éviter d'avoir une pratique religieuse ou de s'intéresser à des concepts philosophiques ; au contraire, il est conseillé de passer du temps avec sa famille et de "ne pas se soucier de l'homme qui vous regarde du coin de la pièce". |                                                |       |                    |
| 5 | exhibition                                     | 8:32  | 30 octobre 2021    |
| L'enquêteur de police Davis conclut que Mark Heathcliff était dans un état paranoïaque pendant les dernières semaines avant sa mort, celui-ci étant suivi par plusieurs alternés. Un autre épisode de The Beginner's Bible centré sur le Déluge montre l'archange Gabriel punir Noé pour avoir "résisté à son message" ; Gabriel affirme qu'il amènera un autre animal à l'intérieur de l'arche, qui portera son "dernier message". |                                                |       |                    |
| 6 | The Mandela Catalogue Vol.2                    | 20:34 | 18 janvier 2022    |
| L'épisode suit deux chasseurs de fantômes recherchés par le FBI, Adam Murray et Jonas Marshall. Ceux-ci vont enquêter dans la maison d'une femme qui leur a signalé avoir vu un chat fantôme. Andy enquête, mais ne trouve rien d'autre qu'une porte verrouillée. Jonah pense à quitter le lieu avant qu'un cri n'y soit entendu ; Adam insiste alors pour y retourner. Adam s'endort alors sur un canapé. Alors qu'il dort, un alterné commence à lui parler à travers son talkie-walkie, lui ordonnant de se réveiller. Lorsque Adam se réveille, celui-ci se rend compte que la porte n'est plus verrouillée et entend le chat fantôme y miauler. Jonah insiste afin qu'Adam ne se rende pas dans la pièce, lui disant qu'il ne va pas rencontrer quelqu'un dont le nom est censuré. Cette remarque met en colère Adam, qui somme à Jonah de partir avant d'entrer dans la pièce ; il y trouve une télévision analogique, où le visage de l'épisode intruder alert le regarde. Celle-ci demande à Adam ce qu'il a fait, celui-ci répondant "qu'il a fait le bon choix". L'épisode se conclut par une vidéo dashcam de Jonah s'éloignant de la maison en voiture ; un alternaté prend alors le contrôle du GPS, le raillant pour avoir abandonné Adam, ce qui met Jonah dans un état de profonde détresse. Ce dernier gare la voiture sur le côté de la route, puis meurt hors-champ, probablement tué par l'alterné qui le poursuivait. |                                                |       |                    |
| 7 | The Mandela Catalogue Vol.333                  | 26:41 | 3 juin 2022        |
| Une femme nommée Lynn Murray appelle son ex-mari Jude à propos de son fils qui "n'arrête pas de pleurer" ; Jude accepte de venir afin de comprendre ce qu'il ce passe. Sont ensuite montrés deux bobines de preuves, l'une concernant la mort de Mark Heathcliff et l'autre concernant le fils de Jude et Lynn, dont il est sous-entendu qu'il s'agit d'Adam Murray, de l'épisode précédent. L'épisode coupe sur une passage d'une émission pour enfants, où une marionnette nommée Stanley indiquant aux enfants comment créer un "ami imaginaire" qui apparaîtra chez eux. Juste après peut être entendu un appel à la police de Jude, visiblement terrifié, qui indique que quelqu'un s'est introduit chez lui. Deux policiers, Thatcher Davis et Ruth Weaver, se rendent dans la maison : ceux-ci sont alors tués l'un après l'autre par l'alterné. |                                                |       |                    |
| 8 | every day gets brighter                        | 2:26  | 6 juin 2022        |
| Le policier Thatcher Davis fait part de sa peur à sa collègue Ruth, puis lui promet qu'il tuera l'alterné présent dans le Vol.333. |                                                |       |                    |

### Acte 2 (2022-)
| № | Titre                          | Durée | Première diffusion |
| --- | ------------------------------ | ----- | ------------------ |
| 9 | interlude                      | 3:22  | 4 avril 2023       |
| Le rapport de rencensement du comté de Mandela indique que la population du comté est passée de 14763 habitants en 1992 à seulement 1075 habitants en 2007. L'épisode coupe alors sur une vidéo de "PBS Production 2007", envoyée par Sarah Heathcliff (la petite sœur de Mark) à Adam Murray. Celle-ci montre une vidéo de propagande d'une agence du gouvernement américain affirmant qu'une "menace inattendue" (probablement les alternés) a été vaincue. La vidéo coupe une nouvelle fois, montrant un diagramme sur les trois types de transformation des alternés. Celle-ci peut être incomplète, auquel cas l'alterné possède l'apparence de sa victime mais manque certains traits du visages ; complète, auquel cas l'alterné est une réplique quasi-parfaite de sa victime ; et surmultipliée auquel cas l'alterné possède un corps complètement inhumain et grotesque. La vidéo se termine sur des plans de la maison de Mark et d'une église, accompagnés de cris stridents. |                                |       |                    |
| 10 | The Mandela Catalogue Vol.4    | 40:53 | 25 novembre 2022   |
| L'épisode commence avec une vidéo centrée sur la Genèse, mais où l'archange Gabriel donne à Adam un fruit de l'arbre de la connaissance, avant qu'Adam ne confronte Ève. La vidéo coupe. En 2009, Evelin Miller, ex-petite amie d'Adam Murray, travaille pour l'entreprise MandelaTECH. Elle trouve une cassette vidéo (des extraits du Vol.1) et la regarde sur la télévision analogique de son employeur Dave Lee. La vidéo coupe à nouveau ; l'action se déroule cette fois en 2007, et Adam emmène Sarah dans une maison abandonné, et est filmé en train de piéger des alternés. De nouveau en 2009, Adam et Sarah débattent à propos de la mort de Jonah. Thatcher Davis est en deuil à cause de la mort de Ruth, alors qu'un alterné se moque de lui. Adam prépare une vidéo en hommage à Jonah, mais celle-ci coupe sur Evelin exprimant ses doutes quant au comportement d'Adam. Une publicité pour le logiciel Face Studio 2 explique comment créer une tête en 3D avec des photos de son visage. La vidéo coupe alors sur des images du corps pendu de Lynn Murray, puis montre Dave visitant une cathédrale afin de voir son ami O'Brien. Ce dernier se révèle en tant que Gabriel à Dave, lui disant qu'il est un imbécile car il a "suivi le berger", puis, affirmant que "sa convication est terminée", Gabriel tue Dave. Evelin, licenciée par Dave pour avoir utilisé sa télévision personnelle, cherche du travail dans la police du comté de Mandela. Elle trouve des documents montrant qu'Adam n'a répondu à aucun des stimuli de la vidéo de test infantile (voir le résumé du Vol.1). Le courant du commissariat se coupe et les alarmes sonnent Evelin de quitter le commissariat. Adam est contacté sur une application de messagerie par un utilisateur, qui se révèle être un alterné. L'épisode se termine avec un texte proclamé que le "prophète de Mandela" a été trompé et que "[quelque chose] commence aujourd'hui", alors que le visage d'Adam apparaît à l'écran. |                                |       |                    |
| 11 | mandela catayst                | 7:49  | 16 avril 2023      |
| Une chaîne de télévision diffuse un reportage sur la mort de Dave ; celui-ci est interrompu par un texte disant "PLUS DE RETOUR EN ARRIÈRE". Sarah et Evelin discutent à propos du comportement d'Adam. Un alterné appraît dans une maison. L'autopsie de Dave révèle que ses deux yeux sont manquants et que son cerveau ne se comporte pas normalement. L'archange Gabriel demande à Thatcher s'il "entend les cris" et lui conseille de "sortir pour aller voir". Thatcher se rend alors à la maison d'Adam, et découvre que celle-ci est dans un désordre total. Thatcher entre dans la chambre d'Adam et le trouve assis immobile près de sa table de chevet, alors qu'un texte indique que le "suspect est identifié". Thatcher s'approche d'Adam, puis lâche soudainement sa caméra alors qu'Adam se met à hurler de douleur et supplie Thatcher de le tuer. La vidéo se termine sur une image d'un smiley pixellisé noir sur fond blanc, alors que l'on peut entendre les cris étouffés d'Adam en arrière-plan. |                                |       |                    |
| 12 | The Mandela Catalogue - Presto | 6:19  | 12 août 2023       |
| Une publicité annonce le déstockage de MandelaTECH. Evelin et Sarah essayent de pirater les caméras de sécurité du magasin, tout en discutant en ligne. Sarah est soudainement déconnectée de la conversation et son ordinateur se connecte aux caméras du commissariat. Celles-ci montrent une conversation entre Thatcher Davis et Adam Murray ; celui-ci affirment que ses actions sont "le prix à payer" pour la mort de Jonah. Lorsque Davis lui demande qui lui a dit cela, Adam lui répond qu'il s'agit de Dieu. Un texte apparaît alors à l'écran, affirmant que "Thatcher Davis nous a tous condamnés". |                                |       |                    |
| 13 | 2:38                           | 5:57  | 23 février 2024    |
| L'épisode consiste en une compilation des "Vines les plus drôles de 2015". Alors que la vidéo se joue normalement, celle-ci coupe sur une vidéo en noir et blanc de quelqu'un marchant dans une maison ; alors qu'une porte s'ouvre toute seule, la compilation reprend normalement. |                                |       |                    |

## Distribution
- Alex Kister : Mark Heathcliff, Dave Lee
- Andrew Long : l'alterné de Cesar Torres
- Nolan David : narrateur d'annonce télévisuelle
- Izzsplash : narratrice et infirmière n°1 du MCPD
- Michelle Strohwig : un alterné
- Ty Osbourne : Adam Murray.
- Gabriel Linan : Jonah Marshall.
- Faith Cunningham : une femme
- Michael Vale/Requiem : Jude Murray, narratrice TV et journaliste n°2
- Abeille "Fruitmasseuse" L. : Ruth Weaver et Reporter #1
- L1ghth0use : Lynn Murray et l'infirmière n°2
- Emily Hannak : la réceptionniste de l'école
- Thorne Baker :Thatcher Davis
- Leon Rodriguez : Stanley, narrateur de la Genèse et l'Intrus (Vol.4)
- Aidan Elliott : opérateur de Bythorne
- Kyle Denigris : O'Brien, l'archange Gabriel
- Spidey : Evelin Miller
- Rachel Ridley : Sarah Heathcliff
- Christina Kister :Lola Adair

## Réception

### Réception du public
The Mandela Catalogue est devenu populaire grâce aux vidéos réaction (en) et aux vidéos d'analyses et de théories sur YouTube, amassant rapidement un large public. Certains utilisateurs ont critiqué la dépendance excessive de la série aux clichés de l'horreur analogique ; cependant, la critique du public quant au Mandela Catalogue est majoritairement positive. En mars 2024, la chaîne YouTube d'Alex Kister comptabilise 51 millions de vues.
En mars 2024, Alex Kister fait l'objet de nombreuses accusations de comportement déplacés commis envers des fans, notamment de grooming ; ce dernier a réfuté ces accusations, les qualifiant de « fausses et injustifées ».

### Réception critique
Elizabeth Pfister de Dread Central (en) a qualifié le Mandela Catalogue de « quintessence de ce que à quoi ressemble l'horreur analogique », soulignant « le sentiment d'insécurité, qui vient du fait de savoir que vous aurez peur est serez constamment manipulé visuellement », tandis qu'Alex Dyer de TLK Magazine, bien que soulignant le travail de Kister, a critiqué les voix « fades » de la série, qui selon lui desservent le reste de la série.

## Adaptations
Les jeux indépendants Maple County, Alternate Watch et Assessment Examination sont inspirés de la série. Maple County a été développé en 2021 par un doubleur de la série, Thorne Baker, avant sa collaboration avec la série,,. Le jeu est présenté comme une cassette VHS de formation interactive du service de police du comté de Maple (un comté adjacent au comté de Mandela dans la série), dans laquelle les joueurs doivent dire si les photos montrées représentent des alternés ou des personnes réelles. Mandela Invasion, créé par Broken Arrow Games, se centre autour d'alternés essayant rentrer dans la maison du joueur,.